# MC Sharp
MC# (читается как «эм си шарп», mcsharp), Multiprocessor C# — язык программирования.
MC# — высокоуровневый объектно-ориентированный язык параллельного программирования для платформы .NET, поддерживающий создание программ, работающих в распределённой и многопоточной среде с асинхронными вызовами. Одним из способов описания семантики этого языка является Join-Calculus.